# Love and Marriage
Love and Marriage ist ein Song von Sammy Cahn (Text) und Jimmy Van Heusen (Musik). Populär wurde er durch Frank Sinatras Version von 1955 sowie als Titelsong von Eine schrecklich nette Familie (1987–1997).

## Hintergrund
Das Lied wurde von Sammy Cahn, der für den Text verantwortlich war, und Komponist Jimmy Van Heusen 1955 geschrieben. Frank Sinatra sang das Lied erstmals 1955 in Thornton Wilders Unsere kleine Stadt (Regie: Delbert Mann), die im Rahmen der Fernsehserie Producers' Showcase auf NBC ausgestrahlt wurde. Love and Marriage ist auch die Überschrift des 2. Akts des Theaterstücks. In diesem Sinne sind auch die Eröffnungsworte „Love and marriage go together like a horse and carriage“ („Liebe und Hochzeit passen zusammen wie Pferd und Kutsche“) zu verstehen. Ein Vergleich, der zum Setting des Stücks und der Rolle der Hochzeit in der westlichen Kultur passt.
Drei Wochen später wurde die erste Version als Single veröffentlicht, die Platz 5 der US-Charts sowie Platz 3 der UK-Charts erreichte.
Kurz darauf veröffentlichte Dinah Shore ihre Version, die Platz 20 der Most Played by Jockeys und Platz 47 der Top 100 erreichte. Ebenfalls im gleichen Jahr erschien Bing Crosbys Version.
Die erste Albumversion erschien 1956 auf dem Album This Is Sinatra! von Capitol Records.
Bei der Primetime-Emmy-Verleihung 1956 erhielten Cahn und Van Heusen einen Emmy für den „Besten Musikbeitrag“.

## Weitere Verwendung
Als Titelsong der Sitcom Eine schrecklich nette Familie von 1987 bis 1997 erreichte der Song weitere Verbreitung. Dabei konterkariert der eher schmalzige Song den Inhalt der Sitcom, die sich um den mittellosen Schuhverkäufer Al Bundy und dessen eher glückloses Familienleben dreht.